# Santa Maria in Vallicella
Santa Maria in Vallicella, nazývaná také Chiesa Nuova, je kostel v Římě v Itálii, který stojí na ulici Corso Vittorio Emanuele na rohu Via della Chiesa Nuova. Je to hlavní kostel kongregace oratoriánů, náboženského sboru kněží a laiků. Kongregaci založil Svatý Filip Neri v roce 1561, tedy v době kdy během 16. století v protireformaci vznikala řada nových náboženských organizací, jako je Tovaryšstvo Ježíšovo (Jezuité), Theatini a Barnabité.

## Historie
První kostel na tomto místě postavil Svatý Řehoř I. Veliký ve 12. století. Kostel dostal název Santa Maria in Vallicella. V roce 1575 papež Řehoř XIII. uznal kongregaci oratoriánů založenou Filipem Nerim jako náboženskou organizaci a věnoval jim tento kostel a malý, ke kostelu připojený klášter.
Filip Neri za podpory kardinála Piera Donata Cesiho (1521–1586) a papeže Řehoře XIII. nechal kostel v roce 1575 přestavět. Když kardinál Cesi zemřel, jeho bratr Angelo Cesi, biskup z Todi, pokračoval v přestavbě. Prvním architektem stavby byl Matteo di Città di Castello. Později ho nahradil Martino Longhi starší. Kostelní loď byla dokončena v roce 1577 a kostel byl vysvěcen v roce 1599. Fasáda, kterou navrhl Fausto Rughesi, byla dokončena v letech 1605 až 1606. V kostele je dodnes patrná česká heraldika.

## Interiér

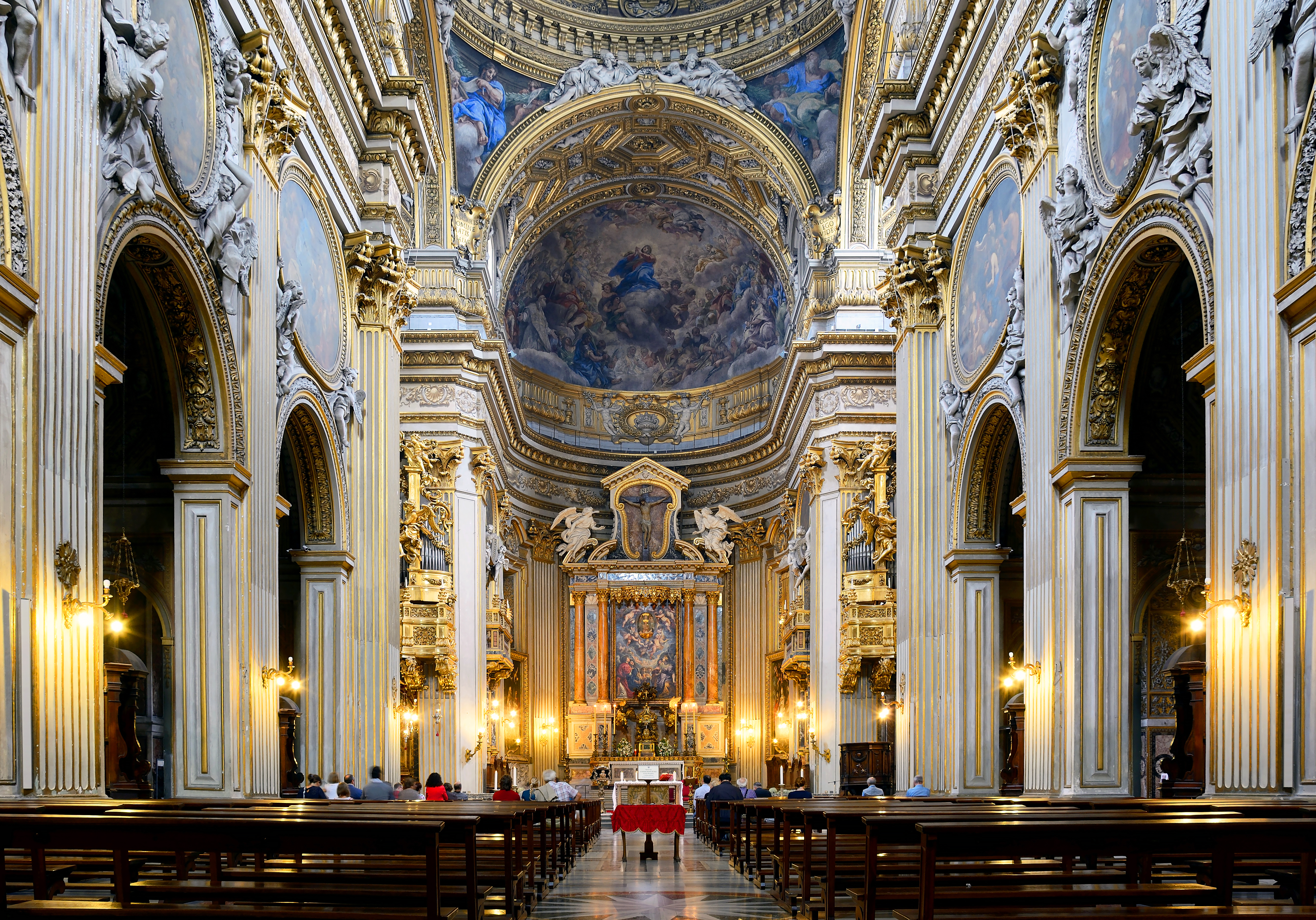
Interiér římského kostela Santa Maria in Vallicella, Řím

Půdorys kostela navazuje na protireformační styl kostelů. Příkladem je kostel Il Gesù; jedna hlavní loď s transepty a postranními kaplemi, vedoucí k hlavnímu oltáři. Neri měl představu prostého interiéru s bílými zdmi. Prostor byl přesto zaplněn uměleckými díly, zejména v období 1620 až 1690, včetně mistrovských děl některých římských velkých umělců té doby. Je proslulý svými oltářními obrazy malířů Federica Barocciho a Rubense, stropy jsou zdobené výmalbou Pietra da Cortony.

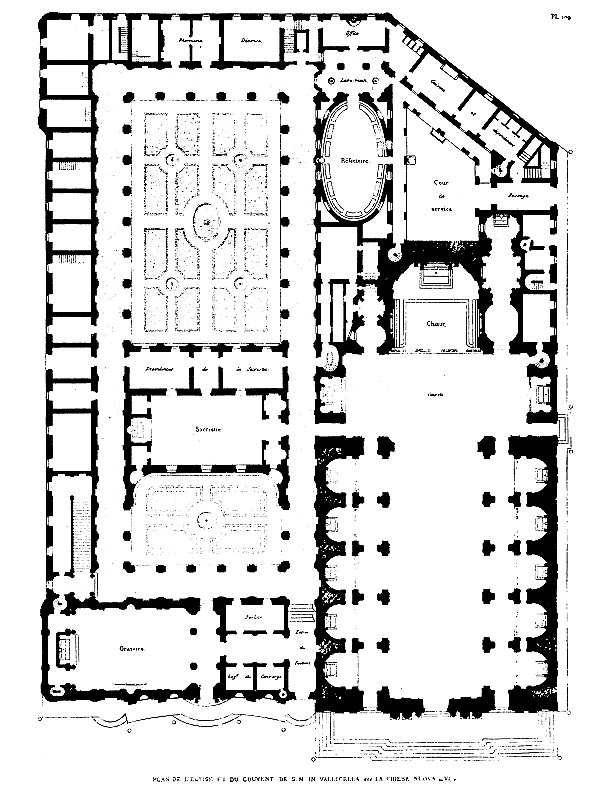
Půdorys kostela Santa Maria di Vallicella

V letech 1647 až 1651 vyzdobil kopuli kostela Pietro da Cortona malbou Trinity (Trojice). Proroci Izajáš, Jeremiáš, Daniel a Ezechiel ve čtyřech pendentivech byly namalovány v letech 1655-56 a spolu s jeho freskou z let 1659-60 Nanebevzetí Panny Marie (Assumption of the Virgin) zdobí apsidu. Mezi kupolí a freskami apsidy existuje implicitní vizuální kontinuum. Panna Maria (v apsidě) zvedá oči směrem k nebi a Otec (v kupoli) vztahuje ruku, jako by jí uděloval své požehnání.
Cortonova hlavní freska v klenbě Zázrak Madony della Vallicella (Miracle of the Madonna della Vallicella) byla provedena v letech 1664–65. Je zasazena do propracovaného zlatého rámu, technikou quadro riportato, a malována technikou di sotto in su. Jeho návrhy dekorací na klenbě kolem obrazu, s propracovanými bílými a zlacenými štuky zahrnujícími figurální, geometrické a naturalistické prvky, provedli Cosimo Fancelli a Ercole Ferrata. Stěny lodi a transeptu, stejně jako strop presbytáře jsou zdobeny obrazy na téma Epizody ze Starého a Nového zákona (Episodes of the Old and New Testament od Lazzara Baldiho, Giuseppe Ghezziho, Daniele Seitera, Giuseppe Passeriho a Domenica Parodiho.
První oltářní obraz vpravo je obraz od Scipiona Pulzoneho Ukřižování (Crucifixion), stropní fresku namaloval Giovanni Lanfranco. Třetí oltářní obraz je Nanebevstoupení (Ascension) Girolama Muziana, čtvrtý, Letnice (Pentecost ) maloval Giovanni Maria Morandi a pátý Assumption (Nanebevzetí) Giovanni Domenico Cerrini. Transept zdobí Korunování Panny Marie (Coronation of Mary) malíře Giuseppe Cesar (také znám jako Cavaliere d'Arpino), který také namaloval první oltářní obraz po pravé straně Presentation in the Temple.

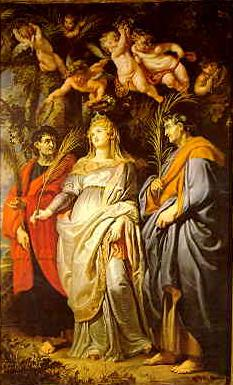
Svatá Domitilla, Sv.Nereus a Sv. Achilleus P. P. Rubens

V presbytáři napravo dokončil kapli rodiny Spada v roce 1593 Carlo Rainaldi. Uvnitř kaple namaloval v roce 1675 Carlo Maratta obraz Madona s dítětem, Svatým Karlem Boromejským a Ignácem z Loyoly (Madonna with Child and Santi Carlo Borromeo and Ignazio di Loyola ). Do centrálního kněžiště navrhl Ciro Ferri v roce 1681 bronzové ciborium. Obraz Panna s dítětem ( Virgin with child) a dva postranní obrazy, Santi Domitilla, Nereo and Achilleo, Santi Gregorio Magno, Mauro and Papia z let 1606-08 jsou jedněmi z mála obrazů Petera Paula Rubense namalovaných přímo na objednávku. O instalaci těchto prací se tvrdí že způsobily Římě „rozruch“. Lidé nebyli zvyklí na Rubensův vlámský malířský styl. Zakázku zadal Rubensovi monsignor Jacop Serra za 300 scudi.
V levém transeptu je umístěn obraz Federica Barocciho z roku 1593-4 Presentation of Mary to the Temple. Dokončil dva oltářní obrazy, které byly ve své době velmi obdivované, jedním z nich je Chapel of the Visitation, roky 1583-86.
Stavba sakristie byla zahájena v roce 1621 na základě architektonických plánů Maria Arconia. Dokončena byla v roce 1629 architektem Paolem Maruscellim. V sakristii je mramorové sousoší S. Filippo with an Angel od Alessandra Algardiho. Fresky na stěnách jsou od Francesca Trevisaniho a Benediction by Christ od Giovanniho Domenica Cerriniho a stropní freska Andělé nesoucí nástroje Umučení (Angels carrying the instruments of the Passions) z roku 1633-34 je od Pietra da Cortony.
Pátý oltářní obraz vlevo je Zvěstování (Annunciation) namaloval Domenico Passignano, čtvrtý, Navštívení (Visitation) je od Federica Barocciho. Stropní fresku Světec (Saint) vytvořil Carlo Saraceniho. Třetím oltářním obrazem je Klanění králů (Adoration by the Magi), malířem je Durante Alberti. Na klenbě je freska Světec (Saint) od Cristofana Roncalliho. Druhým oltářním obrazem je Klanění králů (Adoration by the Magi) od Cesare Nebbia. Prvním oltářním obrazem je Presentation to the Temple od Giuseppe Cesariho.
V roce 1635 Alessandro Salucci pracoval na výzdobě kaple Obětování Panny Marie. Salucci namaloval na klenbu fresky zobrazující příběh Hannah, Elkana a mladého Samuela podle příběhů Starého zákona. Salucciho fresky byly přemalovaly malbu, kterou v roce 1590 vytvořil Domenico de Coldie.
Obraz, který v kapli bohužel nezůstal, a stojí za zmínku, je oltářní obraz Pohřbívání Krista (Entombment of Christ) malíře Caravaggia. Dílo si objednal Alessandro Vittrice, synovec jednoho z přátel Svatého Filipa Neri. Caravaggio zobrazil pohřeb v radikálně naturalistickém formátu, který neladil s velkolepým stylem ostatních oltářních obrazů. Originál je v pinakotéce ve Vatikánu.
Neri je pohřben v levé kapli, jeho v hrobka je zdobená perletí. První část osmiboké kaple, kterou navrhl Onorio Longhi v roce 1600, má centrální klenbu s obrazem Svatého Filipa od Roncalliho a oltářní obraz Panna Marie zjevující se sv. Filipu Nerimu (The Virgin Appearing to St Philip Neri ) od Guida Reniho. Do vnitřní části kaple da Cortona přidal lucernu, aby do prostoru vnesl více světla. Kupole kaple vyzdobil možná Ciro Ferri.
S kostelem sousedí Casa dei Filippini neboli Dům Oratoriánů. Mezi bledým travertinovým průčelím kostela a zděnou fasádou Casa dei Filippini je výrazný kontrast. Součástí domu je oratoř navržená barokním architektem Francescem Borrominim.

## Seznam kadinálům
Od roku 1946 je titulárním kostel, určil tak papež Pius XII.
- Benedetto Aloisi Masella (18. února 1946 jmenován – 21. června 1948)
- Francesco Borgongini Duca (12. ledna 1953 jmenován – 4. října 1954 zemřel)
- Paolo Giobbe (15. prosince 1958 jmenován – 14. srpna 1972 zemřel)
- James Knox (5. března 1973 jmenován – 26. června 1983 zemřel)
- Edward Bede Clancy (28. června 1988 jmenován – 3. srpna 2014 zemřel)
- Ricardo Blázquez Pérez (14. února 2015 jmenován)